# Elisa Hoven

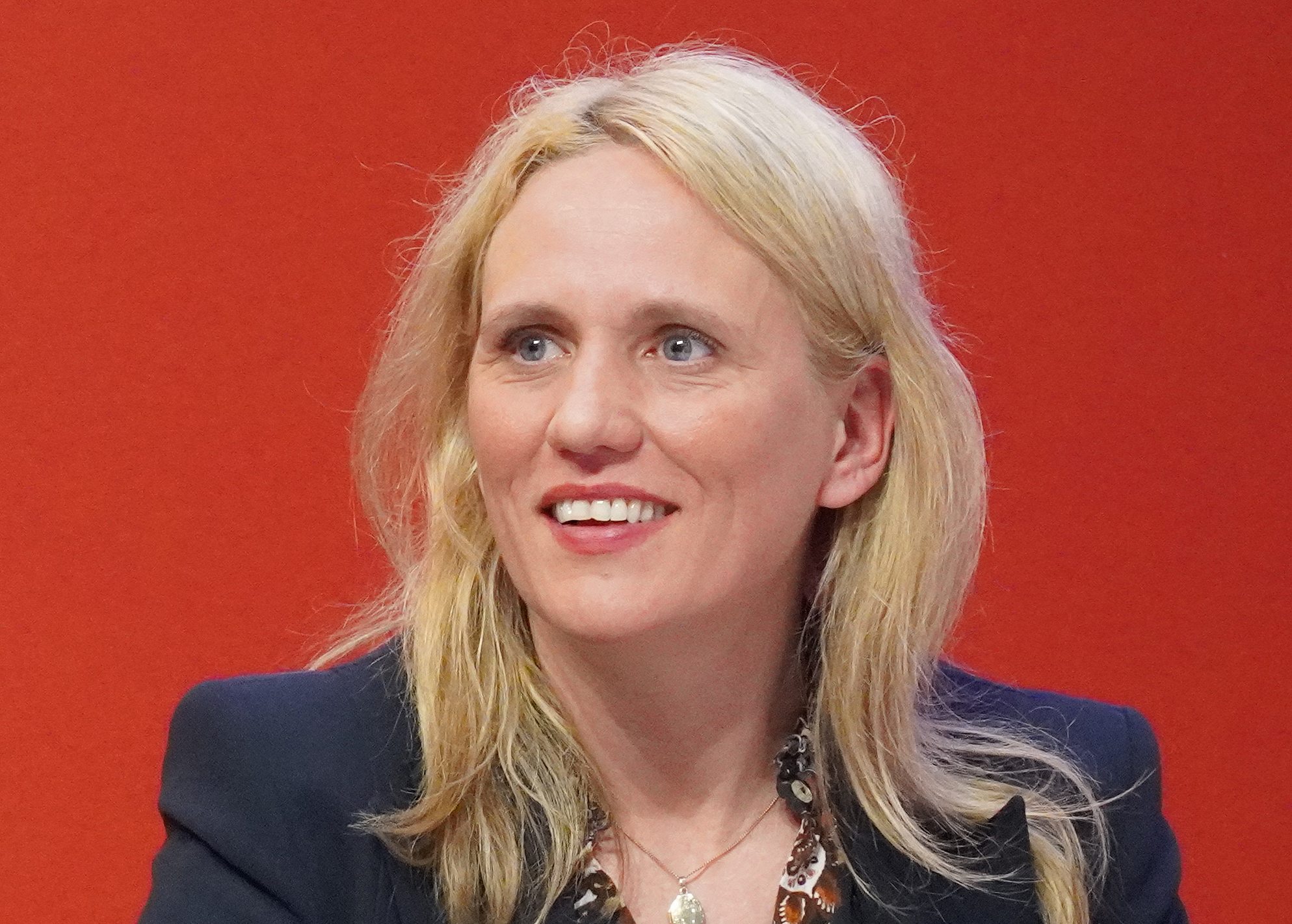
Elisa Hoven auf der Leipziger Buchmesse 2025

Elisa Marie Hoven (* 10. Oktober 1982 in West-Berlin) ist Professorin für Strafrecht an der Universität Leipzig. Ihre Forschungsschwerpunkte sind das deutsche und internationale Strafrecht, das Wirtschaftsstrafrecht, das Medienstrafrecht und das Sexualstrafrecht. Seit 2020 ist sie zudem Richterin am Sächsischen Verfassungsgerichtshof.

## Leben
Hoven wuchs als Tochter eines Rechtsanwalts und einer Finanzbeamtin in Berlin auf. 1999 verbrachte sie ein halbes Jahr am Lycée Gustave Monod in Enghien-les-Bains und machte ihr Abitur 2002 am Rückert-Gymnasium mit einem Notendurchschnitt von 1,0. Sie war als Judoka mehrfach bei den Deutschen Meisterschaften platziert. Ab 2002 studierte sie Rechtswissenschaft an der FU Berlin, zwischendurch ein Semester lang an der Universität Nijmegen. 2008 bestand sie das Erste Examen und erhielt den Absolventenpreis der FU Berlin. Anschließend arbeitete sie als Visiting Researcher am Lauterpacht Centre der University of Cambridge sowie am Rote-Khmer-Tribunal der Gerichte Kambodschas und am War Crimes Studies Center der University of California, Berkeley. 2010 promovierte sie in Berlin bei Philip Kunig. Ihre Promotion im Bereich des Völkerstrafrechts wurde mit dem Dissertationspreis der FU Berlin ausgezeichnet.
2012 bestand sie das Zweite Staatsexamen als beste Absolventin Berlin-Brandenburgs. 2013 arbeitete sie an der Harvard University und kam 2014 an die Universität zu Köln, wo ihre Stelle durch die Deutsche Forschungsgemeinschaft (DFG) gefördert wurde. 2015 wurde sie dort Juniorprofessorin. Im folgenden Jahr war sie an der University of California, Los Angeles. 2017 habilitierte sie sich an der Friedrich-Alexander-Universität Erlangen-Nürnberg bei Hans Kudlich, erhielt den dortigen Habilitationspreis und folgte im September 2018 einem Ruf nach Leipzig auf den Lehrstuhl für Strafrecht, Strafprozessrecht und Medienstrafrecht.
In ihrer Dissertation folgt sie dem Weg einer internationalen Strafgerichtsbarkeit von Artikel 227 des Versailler Vertrages, der Wilhelm II. verantwortlich machen wollte, bis heute und plädiert für eine „inquisitorische Prozessgestaltung“, die die Rechte der Angeklagten stärkt.
In ihrer Habilitationsschrift stellt sie zunächst fest, dass auf Ebene der OECD die Auslandsbestechung selten geahndet wird, um nationale Unternehmen zu schützen und fordert eine Entlastung örtlicher Staatsanwaltschaften in Deutschland durch eine Bundesbehörde.
Hoven ist Sprecherin des Kriminalpolitischen Kreises und hat den Kölner Entwurf eines Verbandssanktionengesetzes geschrieben. Im Juni 2020 wurde sie zum nichtberufsrichterlichen Mitglied des Verfassungsgerichtshofs Sachsen gewählt. Gegenwärtig (Stand: April 2021) werden an ihrem Lehrstuhl Drittmittelprojekte zu Gerechter Strafzumessung (Förderung durch die Deutsche Forschungsgemeinschaft) und Hate Speech im Internet (Förderung durch das Bundesministerium der Justiz und für Verbraucherschutz) durchgeführt.
Gemeinsam mit dem Kölner Strafrechtsprofessor Thomas Weigend veröffentlichte sie das Buch Strafsachen im DuMont Verlag. Mit der Schriftstellerin Juli Zeh schrieb sie 2023 das Kinderbuch Der war’s.
Im Frühjahr 2025 wurde ihr erster belletristischer Roman „Dunkle Momente“ (S.Fischer Verlag) veröffentlicht. Hoven schreibt über die Abgründe in den Menschen, über die Geschichten hinter Straftaten, über ihre Ursachen und Folgen.

## Debatte
Elisa Hoven setzt sich für die Abschaffung der Strafbarkeit des Schwarzfahrens und der Ersatzfreiheitsstrafe ein.
Hoven spricht sich gegen die „Nur Ja heißt Ja“-Lösung im Sexualstrafrecht, aber für Erweiterungen bei verbalen sexuellen Belästigungen aus.
Eine Verschärfung der Coronaregeln oder eine Impfpflicht für Kinder, Jugendliche oder Studierende lehnte sie im Juli 2021 ab. Auch im Februar 2022 forderte sie die rasche Einstellung der Corona-Maßnahmen, da die verfassungsrechtlichen Voraussetzungen für Freiheitseingriffe nicht mehr gegeben seien.
Hoven war eine Erstunterzeichnerin des in der Zeitschrift Emma veröffentlichten Offenen Briefs an Bundeskanzler Scholz vom 29. April 2022, der sich gegen Waffenlieferungen an die Ukraine nach dem russischen Überfall auf die Ukraine ausspricht.
Hoven kritisierte die Gesetzesänderung von 2022 zur Volksverhetzung, sie bedrohe die kritische Auseinandersetzung. Über politische Wahrheit dürften nicht Amtsgerichte entscheiden. Auch sei es nicht Aufgabe von deutschen Gerichten, den Nachweis völkerrechtlicher Verbrechen zu leisten.
Nach Ansicht Hovens kann das selbstständige Entfernen festgeklebter Aktivisten bei Straßenblockaden der Letzten Generation als Notwehr einzustufen sein.
Hoven fordert ein konsequenteres strafrechtliches Vorgehen gegen Tierquälerei.

## Privates
Elisa Hoven ist verheiratet und Mutter von Zwillingen.

## Publikationen

### Als Autorin
- Rechtsstaatliche Anforderungen an völkerstrafrechtliche Verfahren. Duncker & Humblot, Berlin 2012, ISBN 978-3-428-13834-0 (Dissertation).
- Auslandsbestechung: Eine rechtsdogmatische und rechtstatsächliche Untersuchung. Nomos, Baden-Baden 2018, ISBN 978-3-8487-4561-6  (Habilitationsschrift).
- mit Michael Kubiciel: Das Gesetz gegen Doping im Sport in der Praxis. Eine Evaluierung. Nomos, Baden-Baden 2021, ISBN 978-3-8487-8106-5.
- mit Johanna Hahn: Strafrechtliche Verfolgung von Tierschutzkriminalität in der Landwirtschaft – Eine empirische Untersuchung. Nomos, Baden-Baden 2022, ISBN 978-3-7489-3494-3.
- mit Thomas Weigend: Strafsachen. Ist unser Recht wirklich gerecht? Dumont, Köln 2023, ISBN 978-3-8321-8198-7.
- Dunkle Momente. S. Fischer Verlag, Frankfurt am Main 2025, ISBN 978-3-10-397669-4.

### Als Herausgeberin
- Das Phänomen „Digitaler Hass“. Ein interdisziplinärer Blick auf Ursachen, Erscheinungsformen und Auswirkungen. Nomos, Baden-Baden 2023, ISBN 978-3-7489-3039-6.

### Kinderbuch
- mit Juli Zeh: Der war’s. Carlsen, Hamburg 2023, ISBN 978-3-551-65308-6.(Kinderbuch)